# نیارق
نیارق شهری است در بخش ویلکیج واقع در شهرستان نمین در استان اردبیل.
نیارق در ۳۲ کیلومتری شرق اردبیل در دامنه کوه «گووگییر» قرار دارد و با روستا های سوها و گرمه چشمه همسایه است و در زبان محلی «نیارا» نامیده می شود.
شهر نیارق دارای جمعیت بالغ بر ۱٬۹۳۹ نفر (۴۲۰ خانوار) می‌باشد که در فصل تابستان و عید نزدیک به 5000 نفر می رسد. موسسه خیریه شهدای نیارق از سال ۱۳۹۵ توسط اشخاص خیر و نوع دوست این دهستان برای حمایت و تحت پوشش قرار دادن کلیه نیارقی های نیازمند مقیم سطح کشور تاسیس شده است که دفتر مرکزی آن در مرکز استان اردبیل قرار دارد.
هوای این شهر در بهار و تابستان معتدل بوده و پاییز و زمستان نسبتاً سختی را دارد. از مناطق گردشگری میتوان به سیوخ بیلاغ و گژدی بیلاغ اشاره کرد. 
دسترسی این شهر هم از راه کوه از سمت آستارا با شیب زیاد و هم از طریق اردبیل و شهر آبی بیگلو می‌باشد.
مردم نیارق علاوه بر کشاورزی و دامداری مردمانی هستند که از هنر و قالیبافی بهره‌ مند بوده‌اند. ولی اکنون به دلیل نبود درآمد و زمین کافی برای کشاورزی اکثر جوانان قریب به اتفاق در شغل ساختمانی مشغول به کار هستند و از دیار خود به سمت تهران کوچ کرده اند.